# Người môi giới (phim)
Người môi giới (tiếng Hàn: 브로커, tiếng Anh: Broker) là một bộ phim điện ảnh Hàn Quốc thuộc thể loại tâm lý – chính kịch ra mắt vào năm 2022 do Hirokazu Kore-eda làm đạo diễn, biên tập kiêm viết kịch bản. Với sự tham gia diễn xuất của các diễn viên chính gồm Song Kang-ho, Kang Dong-won, Bae Doona, IU và Lee Joo-young, tác phẩm theo chân một nhóm người bắt đầu một hành trình kỳ lạ để đi tìm ngôi nhà và gia đình mới cho đứa bé bị bỏ rơi.
Người môi giới có buổi công chiếu lần đầu tại liên hoan phim Cannes lần thứ 75 vào ngày 26 tháng 5 năm 2022, nơi bộ phim đã giành được giải Ecumenical Jury và Nam diễn viên xuất sắc nhất cho Song Kang-ho. Tác phẩm sau đó được công chiếu tại Hàn Quốc vào ngày 8 tháng 6 năm 2022 và tại Việt Nam vào ngày 24 tháng 6 cùng năm. Được nhận về những lời khen ngợi từ giới chuyên môn, tác phẩm nhận được một số giải thưởng cao quý, trong đó có ba đề cử của giải thưởng nghệ thuật Baeksang lần thứ 59. Bên cạnh đó, IU giành được giải Ngôi sao nổi tiếng tại giải thưởng điện ảnh Buil lần thứ 31 và giải thưởng điện ảnh Rồng Xanh lần thứ 43, còn Kore-eda giành được giải Đạo diễn xuất sắc nhất tại giải thưởng điện ảnh châu Á lần thứ 16.

## Nội dung
Ha Sang-hyun là chủ một cửa tiệm giặt ủi ngập đầu trong nợ nần, còn Dong-soo từng là đứa trẻ mồ côi từ sớm và hiện đang làm việc cho một cơ sở vận hành "chiếc hộp em bé" trong nhà thờ cùng với Sang-hyun. Vào một đêm mưa gió, Sang-hyun và Dong-soo lén lút mang đi một đứa bé vừa bị bỏ rơi trong hộp. Trớ trêu thay, bà mẹ trẻ Moon So-young đột nhiên đổi ý và quay trở lại tìm con mình. Dù bán tín bán nghi, So-young vẫn quyết định cùng Sang-hyun và Dong-soo tham gia vào chuyến đi kỳ lạ tìm kiếm gia đình và ngôi nhà mới.
Trong lúc đó, nữ cảnh sát Ahn Soo-jin cùng cấp dưới Lee Eun-joo của mình đã luôn lặng lẽ theo sát và chứng kiến toàn bộ quá trình hành động của bộ ba để thu thập những bằng chứng mang tính quyết định. Cuộc hành trình bám theo những người môi giới của hai thanh tra đã dẫn đến một chiều hướng mà chính họ lẫn những người môi giới cũng không thể lường trước được, và tất cả mọi chuyện đều bắt đầu từ "chiếc hộp em bé" này.

## Diễn viên
- Song Kang-ho trong vai Ha Sang-hyun[9]
- Kang Dong-won trong vai Dong-soo[9]
- Bae Doona trong vai Ahn Soo-jin[9]
- IU trong vai Moon So-young[9][10]
- Lee Joo-young trong vai Lee Eun-joo[9]
- Park Ji-yong trong vai Woo-sung[11]
- Im Seung-soo trong vai Hae-jin[12]
- Kang Gil-woo trong vai ông Lim[13]